# Synsepalum glycydora
Synsepalum glycydora là một loài thực vật thuộc họ Sapotaceae. Đây là loài đặc hữu của Nigeria. Chúng hiện đang bị đe dọa vì mất môi trường sống.